# Fissidens hyalinus
Fissidens hyalinus là một loài Rêu trong họ Fissidentaceae. Loài này được Hook. & Wilson mô tả khoa học đầu tiên năm 1840.